# داستين نجوين
داستين نجوين (بالإنجليزية: Dustin Nguyen)‏ هو فنان قصص مصورة أمريكي، ولد في 15 يونيو 1976.

## وصلات خارجية
- الموقع الرسمي